# Die Doofen
Die Doofen waren eine Nonsens-Musikgruppe, bestehend aus den beiden Komikern Wigald Boning und Olli Dittrich.

## Ursprünge
Boning und Dittrich hatten bereits lange Musik gemacht, als sie sich 1992 in Hamburg begegneten: Boning hatte es nach dem Abitur bereits bei zwei Bands als Punksänger versucht, Dittrich hatte mehrfach Soloplatten veröffentlicht, war als Komponist erfolgreich gewesen und hatte überdies sieben Jahre bei einer Plattenfirma gearbeitet.
Getroffen hatten sie sich im Hamburger Quatsch Comedy Club und daraufhin ihr komödiantisches Talent mit verschiedenen Formaten gemeinsam weiterentwickelt. So gründeten sie unter anderem „Wigald Boning & die Doofen“, die Nonsens-Titel wie Fiep, Fiep, Fiep (d. h. ich hab dich lieb) spielten und auch als Single veröffentlichten.

## Wirken
Am 6. Juli 1993 wurden Boning und Dittrich Mitglieder der Comediangruppe von RTL Samstag Nacht und übernahmen auch einige der bereits entwickelten Comedynummern der Show wie Zwei Stühle – eine Meinung. 1995 ließen sie auch „Die Doofen“ als Duo wieder aufleben und traten in der Sendung auf mit Blödeltexten wie Ich bau dir ein Haus aus Schweinskopfsülze, Der Große-Onkel Quetschungs-Blues und Tuff, Tuff, Tuff (wir fahren in den Puff). Ihre Lieder kündigten sie immer an mit … aus dem Zyklus „Lieder, die die Welt nicht braucht“, und nannten so auch ihr erstes Album, das noch 1995 als CD und MC erschien. Die Platte erreichte Platz eins der deutschen Albumcharts und verkaufte sich über eine Million Mal. Ihre erste Singleauskopplung Mief! (Nimm mich jetzt, auch wenn ich stinke!), wurde ebenfalls ein Nummer-1-Hit. Für das Album wurden sie von Jeopard, der auch als Produzent wirkte, musikalisch unterstützt (spez. Akkordeon, Synthesizer und Elektro-Trickbass).
Für ihren Erfolg wurden sie mit dem Echo, der Goldenen Stimmgabel und mit dem Bambi ausgezeichnet.
Da Boning und Dittrich regelmäßig neue Lieder für die Show produzierten, hatten sie bereits 1996 genug Material für eine zweite LP mit dem Titel Melodien für Melonen, die allerdings nicht an den Erfolg des vorherigen Albums anknüpfen konnte. Die Verkaufszahlen der Single Prinzessin de Bahia Tropical reichten nicht aus für eine Chartplatzierung. Bald danach traten Boning und Dittrich bei RTL Samstag Nacht nicht mehr als Die Doofen auf.

## Ende
Als 1998 RTL Samstag Nacht beendet wurde, trennten sich Bonings und Dittrichs musikalische Wege, in der letzten Sendung traten sie zum letzten Mal als Die Doofen in einer Parodie des Hits Time to Say Goodbye auf, verkleidet als Sarah Brightman und Andrea Bocelli. Getrennt voneinander haben beide ihre Karrieren seitdem erfolgreich fortgesetzt; neben seinen Fernsehsendungen spielt Dittrich auch als Schlagzeuger in der Band Texas Lightning.
Boning erhielt (für seine Sendung WIB-Schaukel) ebenso wie sein ehemaliger RTL-Samstag-Nacht-Kollege Tommy Krappweis (für Bernd das Brot) 2004 den Adolf-Grimme-Preis. Im Rahmen der Verleihung traten Dittrich und Boning zum ersten Mal seit 1998 wieder gemeinsam als Die Doofen auf. Es handelte sich jedoch um eine einmalige Reprise; eine erneute Wiederbelebung der Doofen wolle man zwar nicht gänzlich ausschließen, auf absehbare Zeit sei damit jedoch nicht zu rechnen.
2021 veröffentlichten Die Prinzen auf ihrem Jubiläumsalbum Krone der Schöpfung eine Neuauflage ihres Songs „(Du musst ein) Schwein sein“ mit einem Gastauftritt der Doofen am Gesang. Die Neuauflage enthielt auch Textzeilen des „Die-Doofen“-Songs Mief. 2022 präsentierten Die Doofen im Rahmen der Sendung RTL Samstag Nacht – Das Wiedersehen ein neues Lied namens Krokodile im Herbst.

## Diskografie

### Studioalben
- 1992: Langspielplatte (als Wigald Boning & Die Doofen)
- 1995: Lieder, die die Welt nicht braucht
- 1996: Melodien für Melonen

### Singles
- 1992: Fiep, Fiep, Fiep (als Wigald Boning & Die Doofen)
- 1992: Ich bin ganz aus Lakritz gemacht (als Wigald Boning & Die Doofen)
- 1995: Mief! (Nimm mich jetzt, auch wenn ich stinke!)
- 1995: Jesus
- 1996: Prinzessin de Bahia Tropical
- 1996: Zicke Zack Tsatsiki
- 1996: Lach doch mal

## Auszeichnungen
- 1995: Goldene Stimmgabel
- 1995: Bambi (Newcomer)
- 1995: Goldene Europa
- 1996: R.SH-Gold[6]
- 1996: Echo (Comedy)
- 1996: Comet (Comedy)